# La Chapelle-Saint-Ouen

La Chapelle-Saint-Ouen este o comună în departamentul Seine-Maritime, Franța. În 1 ianuarie 2022 avea o populație de 143 de locuitori.